# Calliphora fulviceps
Calliphora fulviceps este o specie de muște din genul Calliphora, familia Calliphoridae, descrisă de Wulp în anul 1881. Conform Catalogue of Life specia Calliphora fulviceps nu are subspecii cunoscute.